# HD 40020
HD 40020，又名BD+11 975，SAO 95027、HR 2076，是一颗恒星，视星等为5.87，位于銀經196.37，銀緯-6.59，其B1900.0坐标为赤經5h 51m 14.1s，赤緯+11° -6.59′ 29″。